# People's Redemption Council
 (avril 2024).
La mise en forme du texte ne suit pas les recommandations de Wikipédia : il faut le « wikifier ».
Les points d'amélioration suivants sont les cas les plus fréquents. Le détail des points à revoir est peut-être précisé sur la page de discussion.
- Les titres sont pré-formatés par le logiciel. Ils ne sont ni en capitales, ni en gras.
- Le texte ne doit pas être écrit en capitales (les noms de famille non plus), ni en gras, ni en italique, ni en « petit »…
- Le gras n'est utilisé que pour surligner le titre de l'article dans l'introduction, une seule fois.
- L'italique est rarement utilisé : mots en langue étrangère, titres d'œuvres, noms de bateaux, etc.
- Les citations ne sont pas en italique mais en corps de texte normal. Elles sont entourées par des guillemets français : « et ».
- Les listes à puces sont à éviter, des paragraphes rédigés étant largement préférés. Les tableaux sont à réserver à la présentation de données structurées (résultats, etc.).
- Les appels de note de bas de page (petits chiffres en exposant, introduits par l'outil «  Source ») sont à placer entre la fin de phrase et le point final[comme ça].
- Les liens internes (vers d'autres articles de Wikipédia) sont à choisir avec parcimonie. Créez des liens vers des articles approfondissant le sujet. Les termes génériques sans rapport avec le sujet sont à éviter, ainsi que les répétitions de liens vers un même terme.
- Les liens externes sont à placer uniquement dans une section « Liens externes », à la fin de l'article. Ces liens sont à choisir avec parcimonie suivant les règles définies. Si un lien sert de source à l'article, son insertion dans le texte est à faire par les notes de bas de page.
- La présentation des références doit suivre les conventions bibliographiques. Il est recommandé d'utiliser les modèles {{Ouvrage}}, {{Chapitre}}, {{Article}}, {{Lien web}} et/ou {{Bibliographie}}. Le mode d'édition visuel peut mettre en forme automatiquement les références.
- Insérer une infobox (cadre d'informations à droite) n'est pas obligatoire pour parachever la mise en page.

Pour une aide détaillée, merci de consulter Aide:Wikification.
Si vous pensez que ces points ont été résolus, vous pouvez retirer ce bandeau et améliorer la mise en forme d'un autre article.
Le Conseil de Rédemption du Peuple (PRC) était un organisme gouvernemental qui a dirigé le Libéria au début des années 1980. Il a été établi après le coup d'État libérien de 1980, au cours duquel Samuel Doe Doe a pris le pouvoir le 12 avril 1980. Le Conseil, avec Doe comme président, a promis une refonte complète de la société, de l'économie et du système politique du Libéria, ainsi que le remplacement de la corruption des régimes précédents par le respect des droits du peuple libérien. Le PRC comptait 17 membres fondateurs et a ensuite été étendu à 28. Initialement, le PRC fonctionnait comme le corps exécutif et législatif du gouvernement de Doe. Cependant, avec le temps, Doe a consolidé le pouvoir en tant qu'exécutif central. En 1984, le PRC a été dissous et remplacé par l'Assemblée Nationale Intérimaire.

## Histoire
Histoire du Libéria Depuis 1847, le Libéria fonctionnait en tant qu'État indépendant avec un système constitutionnel calqué sur celui des États-Unis. Pendant une grande partie de son histoire, son gouvernement était dominé par les Américo-Libériens, un groupe d'esclaves affranchis et de leurs descendants en provenance des États-Unis qui sont arrivés pour la première fois au Libéria en 1822 dans une colonie fondée par la Société de Colonisation Américaine. Après la mort du président en fonction pendant longtemps, William Tubman, en 1971, William Tolbert, Jr., est devenu président. L'administration de Tolbert, tout comme celle de son prédécesseur, se caractérisait par la répression politique et un gouvernement dominé par l'exécutif. En 1979, les discordes civiles ont atteint un niveau record en raison d'une augmentation de 50 % du prix du riz qui a entraîné la mort de dizaines de Libériens. En plus d'un manque global de développement et d'une économie stagnante, ces troubles ont précipité le coup d'État libérien de 1980 qui allait conduire à la création du PRC.

## Création et fonctionnement
Le 12 avril 1980, Samuel K. Doe a dirigé un groupe de 17 soldats dans un coup d'État cela a renversé et tué le président de l'époque William Tolbert. Le 16 avril 1980, les forces de Doe ont pu commencer à consolider le pouvoir. Le groupe a formé le Conseil de Rédemption du Peuple en tant que pouvoir législatif et exécutif suprême avec Doe en tant que président. À la suite du coup d'État, la RPC a souligné l'objectif de créer un nouveau système de gouvernance et d'organisation sociétale enraciné dans le soutien aux roturiers du pays. Doe, en tant que Libérien natif, prétendait rechercher l'égalité des droits et du statut entre tous les Libériens.
Peu de temps après sa formation, la RPC a autorisé l'arrestation de plus de 100 anciens fonctionnaires de l'administration Tolbert. Plusieurs d'entre eux ont été brutalement battus et exécutés dans les semaines qui ont suivi le coup d'État.
Au cours de son premier exercice, la RPC a augmenté les dépenses militaires de 150%, ce que les critiques ont utilisé pour remettre en question l'engagement de l'organisme à une transition vers la démocratie. Au début de 1981, la dette libérienne avait presque atteint $800 millions. Sous la RPC, l'économie libérienne est restée dépendante des revenus de l'étranger. À la mi-1981, la RPC a créé le Commission Constitutionnelle Nationale (NCC), le Assemblée Consultative Constitutionnelle (CAA), et Commission Élections Spéciales (SEC) pour, respectivement, rédiger une nouvelle constitution, réviser la constitution nouvellement rédigée et organiser des élections démocratiques.
Peu de temps après sa fondation, Doe et la RPC ont augmenté la taille du corps. Trois de ces nouveaux membres étaient d'anciens fonctionnaires de l'administration Tolbert. Au fil du temps, les conflits entre militaires et civils ont conduit à la division entre progressistes et conservateurs, en particulier selon des lignes ethniques. Certains membres du PRC ont critiqué leurs collègues conseillers pour s'être engagés dans la corruption même qu'ils ont publiquement désavouée. En 1982, Doe et des membres militaires de la RPC ont exécuté plusieurs membres civils de la RPC qui s'y sont opposés, qui a effectivement mis fin au conflit intra-conseil.

## Sources
1. ↑  D. Elwood Dunn et Svend E. Holsoe, Historical dictionary of Liberia, Scarecrow Press, coll. « African historical dictionaries », 1985 (ISBN 978-0-8108-1767-8)
2. ↑  D. Elwood Dunn et S. Byron Tarr, Liberia: a national polity in transition, Scarecrow Press, 1988 (ISBN 978-0-8108-2088-3)